# Trapped in a Dating Sim: The World of Otome Games Is Tough for Mobs
Trapped in a Dating Sim: The World of Otome Games Is Tough for Mobs (яп. 乙女ゲー世界はモブに厳しい世界です, Otomegē Sekai wa Mobu ni Kibishii Sekai Desu, досл. «У пастці симулятора побачень: світ дівочої гри є важким для фонових персонажів») — японська серія ранобе, написана Йому Мішімою та проілюстрована Мондою. Спочатку твір був опублікований як веб-роман на платформі Shōsetsuka ni Narō автором з 1 жовтня 2017 року по 15 жовтня 2019 року, завершившись сімома частинами та 176 розділами. Згодом він почав виходити у форматі ранобе під імпринтом GC Novels видавництва Micro Magazine з 30 травня 2018 року. Манґа-адаптація, створена Дзюном Сіосато, почала публікуватися 5 жовтня 2018 року під імпринтом Dragon Comics Age видавництва Fujimi Shobo. Видавництво Seven Seas Entertainment випускає як ранобе, так і манґу англійською мовою. Аніме-адаптація, створена студією ENGI, транслювалася з квітня по червень 2022 року. Було анонсовано другий сезон.

## Сюжет
Офісний працівник помирає та перевтілюється в Леона Фу Барфорта в Королівстві Холфорт — світі отоме-гри, яку його змусила пройти сестра. У цьому світі правлять жінки, а виживання для «мобів» — фонових персонажів як він — особливо складне. Використовуючи свої енциклопедичні знання про гру з минулого життя, Леон вирішує зламати цей світ і його соціальну ієрархію, знайшовши чит-предмет Люксіон і вступивши до Академії Холфорт. Він намагається жити звичайним життям і знайти собі дружину, але через свої дії виявляється втягнутим у різноманітні інтриги, спілкуючись із знаттю та іншими персонажами отоме-гри.

## Персонажі
Леон Фу Барфорт (яп. リオン・フォウ・バルトファルト, Rion Fō Barutofaruto)
Сейю: Юсуке Кобаяші (Drama CD), Такео Оцука  (Аніме) (оригінал), Джордан Деш Круз (англійський дубляж)
Головний герой серії. Після смерті він перевтілився у світ отоме-гри, яку його сестра змусила його пройти. Це його сильно дратує. Має чорне волосся, очі та непримітну зовнішність, що дозволяє йому зливатися з натовпом. Незважаючи на зневагу до пихатих людей, сам Леон використовує зверхню поведінку як тактику для підриву впевненості супротивника. Хоча він намагається уникати неприємностей і не втручатися у сюжет гри, він постійно опиняється в центрі подій заради тих, кого цінує.
Олівія (яп. オリヴィア, Orivia)
Сейю: Юмірі Ханаморі (Drama CD), Кана Ічіносе (Аніме) (оригінал), Джад Сакстон (англійський дубляж)
Героїня першої отоме-гри, з якою Леон подружився. Має світло-каре волосся та зеленувато-блакитні очі. Вона скромна, добра та лагідна, але невпевнена в собі, оскільки є простолюдинкою серед знаті, яка її зневажає. На відміну від основного сюжету гри, вона щасливо закохана в Леона, оскільки в грі вона не могла відмовитися від залицянь обранців через свій соціальний статус. Разом з Анжелікою зрештою заручається з Леоном. Якби вона йшла за сюжетом гри, то була б одержима злим духом. Вона вдячна Марі за те, що та зайняла її місце героїні, змусивши Леона їй допомогти.
Анжеліка Рафа Редґрейв (яп. アンジェリカ・ラファ・レッドグレイブ, Anjerika Rafa Reddogureibu)
Сейю: Юріка Кубо (Drama CD), Файруз Ай (Аніме) (оригінал), Крістен Макгвайр (англійський дубляж)
Головна злодійка першої отоме-гри, з якою Леон подружився. Має біляве волосся та яскраво-червоні очі. Через втручання Марі Анжеліка замість Олівії стає жертвою історії. Вона стає найкращою подругою Олівії та зрештою заручається з Леоном. Після всього тиску, який вона відчувала, готуючись стати королевою поряд з Юліусом, вона нарешті щаслива з Леоном, який не очікує від неї нічого великого (переважно тому, що він зневажає аристократів).
Люксіон (яп. ルクシオン, Rukushion)
Сейю: Юсуке Шірай (Drama CD), Акіра Ішіда (Аніме) (оригінал), Джим Форонда (англійський дубляж)
Штучний інтелект, який допомагає Леону. Основне тіло — це величезний чорний дирижабль, але для пересування він приймає форму маленької металевої кулі з єдиним червоним об'єктивом. Оскільки Леон технічно є «Новою людиною», Люксіон інколи навмисно неправильно виконує його накази, оскільки ненавидить нових людей. Проте він може бути відданим Леону, оскільки той має кров старих людей — раси, що реінкарнувалася з паралельної Землі.
Марі Фу Лафан (яп. マリエ・フォウ・ラーファン, Marie Fō Rāfan)
Сейю: Ацумі Танезакі (Drama CD), Аяне Сакура (Аніме) (оригінал), Сара Віденхефт (англійський дубляж)
Донька сім'ї віконта. Невисока та струнка, має довге біляве волосся, що обрамляє її обличчя, і блакитні очі. Вдає з себе добру та сором'язливу дівчину, але насправді егоїстична і маніпулятивна. Вона відтісняє Анжеліку й Олівію, займаючи центральне місце серед хлопців. Вона є сестрою Леона з його минулого життя та глибоко шкодує, що змусила його пройти гру, що призвело до його смерті. В майбутньому її дочка перевтілюється в Еріку — сестру Юліуса. Після возз'єднання з братом Марі нарешті змогла відновити зв'язок і зі своєю дочкою, отримавши шанс на щастя.
Юліус Рафа Холфорт (яп. ユリウス・ラファ・ホルファート, Yuriusu Rafa Horufāto)
Сейю: Рьота Осака (Drama CD), Кенічі Сузумура (Аніме) (оригінал), Рікко Фахардо (англійський дубляж)
Один із основних обранців у грі та кронпринц Королівства Холфорт. Вважається ідіотом і лицеміром як Марі, так і Леоном, а також його матір'ю Міленою, оскільки він ігнорує мудрі поради Анжеліки. Його приниження тільки посилюється тим, що його сестра — це перевтілена донька Марі з її минулого життя, а отже, він тепер назавжди пов'язаний з родиною Леона.
Джилк Фіа Марморія (яп. ジルク・フィア・マーモリア, Jiruku Fia Māmoria)
Сейю: Кохсуке Торіумі (оригінал), Ян Сінклер (англійський дубляж)
Один із обранців. Молодий чоловік із зеленим волоссям, який фанатично відданий Юліусу та діє як його права рука. Хоча він вдає з себе благородного лицаря, насправді він доволі підступний і не гребує нечесними методами для досягнення цілей. Наприклад, він переконав сестру Леона закласти вибухівку в його мех перед ареною.
Бред Фоу Філд (яп. ブラッド・フォウ・フィールド, Buraddo Fō Fīrudo)
Сейю: Сінносуке Татібана (оригінал), Джастін Бріннер (англійський дубляж)
Бред — юнак із фіолетовим волоссям, один із п'яти цільових персонажів. Він вважається найслабшим фізично серед своїх однолітків, хоча його магічні здібності трохи перевищують середній рівень. У битві на мехах Леон нокаутує його одним ударом.
Кріс Фіа Арклайт (яп. クリス・フィア・アークライト, Kurisu Fia Ākuraito)
Сейю: Кодзі Юса (оригінал), Ерік Вейл (англійський дубляж)
Один із п'яти цільових персонажів. Має коротке світло-блакитне волосся та окуляри. Вважається майстром фехтування завдяки інтенсивним тренуванням та наполегливості. Хоча він відповідає архетипу «розумника», насправді такий же зарозумілий, як і його товариші, і легко зазнає поразки від Леона.
Грег Фоу Себерг (яп. グレッグ・フォウ・セバーグ, Gureggu Fō Sebāgu)
Сейю: Нобуюкі Хіяма (оригінал), Кліффорд Чапін (англійський дубляж)
Грег — фізично найсильніший з п'яти основних цільових персонажів, уособлює типового «тупого спортсмена». Хоч він вправний у бою, для демонстрації своєї сили використовує масово вироблену зброю та обладунки. Зарозумілий і впертий, часто кидається в бій без стратегії, як-от коли намагався атакувати мех Леона Арроганц шматком металу голіруч.
Мілена Рафа Холфорт (яп. ミレーヌ・ラファ・ホルファート, Mirēnu Rafa Horufāto)
Сейю: Охара Саяка (оригінал), Келлі Гріншилд (англійський дубляж)
Королева Королівства Холфорт. Дружина Роланда та мати Юліуса Рафа Холфорта й Еріки Рафа Холфорт. Леон зацікавився нею. Оскільки її шлюб був позбавлений любові, Мілена легко піддалася щирій увазі Леона.

## Медіа

### Ранобе
Ранобе написане Йому Мішіма та ілюстрованк Мондою. Micro Magazine випустило тринадцять томів у своїй лінійці GC Novels, починаючи з 30 травня 2018 року. Спочатку автор самостійно публікував його як вебновелу. Серія завершилася випуском тринадцятого тому 29 березня 2024 року. Seven Seas Entertainment ліцензувала серію англійською у квітні 2020 року, а перший том вийшов у цифровому форматі 19 листопада 2020 року.
Спіноф ранобе з ілюстраціями Моге Тої під назвою Trapped in a Dating Sim: Otome Games Are Tough For Us, Too! почала виходити 28 грудня 2022 року. Станом на 30 вересня 2024 року випущено чотири томи. Спін-офф також ліцензований Seven Seas Entertainment.
| №  | Дата виходу       | ISBN                   |
| -- | ----------------- | ---------------------- |
| 1  | 30 травня 2018    | ISBN 978-4-89637-753-8 |
| 2  | 30 жовтня 2018    | ISBN 978-4-89637-830-6 |
| 3  | 29 березня 2019   | ISBN 978-4-89637-864-1 |
| 4  | 30 серпня 2019    | ISBN 978-4-89637-911-2 |
| 5  | 30 січня 2020     | ISBN 978-4-89637-975-4 |
| 6  | 30 липня 2020     | ISBN 978-4-86716-033-6 |
| 7  | 30 січня 2021     | ISBN 978-4-86716-106-7 |
| 8  | 30 червня 2021    | ISBN 978-4-86716-157-9 |
| 9  | 30 листопада 2021 | ISBN 978-4-86716-214-9 |
| 10 | 30 травня 2022    | ISBN 978-4-86716-299-6 |
| 11 | 28 грудня 2022    | ISBN 978-4-86716-367-2 |
| 12 | 31 липня 2023     | ISBN 978-4-86716-451-8 |
| 13 | 28 березня 2024   | ISBN 978-4-86716-555-3 |

#### Спіноф
| № | Дата виходу     | ISBN                   |
| - | --------------- | ---------------------- |
| 1 | 28 грудня 2022  | ISBN 978-4-86716-369-6 |
| 2 | 31 липня 2023   | ISBN 978-4-86716-452-5 |
| 3 | 29 лютого 2024  | ISBN 978-4-86716-540-9 |
| 4 | 30 вересня 2024 | ISBN 978-4-86716-639-0 |

### Манґа
Манґа-адаптація від Дзюна Сіосато почала виходити 5 жовтня 2018 року і публікується під імпринтом Dragon Comics Age видавництва Fujimi Shobo. 8 січня 2022 року манґа перейшла з онлайн-платформи Dra Dra Sharp до журналу Monthly Dragon Age. Seven Seas Entertainment оголосили про ліцензування манґи 4 грудня 2020 року та випустили перший том у липні 2021 року. Серію зібрано в тринадцять томів танкобон.
Спіноф манґи з ілюстраціями Ноко Омі під назвою Otome Game Yōchien wa Mob ni Kibishii Yōchien Desu почала виходити в журналі Monthly Dragon Age 6 червня 2022 року. Перший том було опубліковано у квітні 2023 року.
Адаптація у форматі манґи спін-оф ранобе Trapped in a Dating Sim: Otome Games Are Tough For Us, Too! з ілюстраціями Рендзі Фукухари почала виходити на сайтах KadoComi та Nico Nico Seiga під брендом DraDra Flat видавництва Fujimi Shobo 15 червня 2023 року. Станом на листопад 2024 року її розділи зібрані у два томи танкобон.
| №  | Дата виходу      | ISBN                   |
| -- | ---------------- | ---------------------- |
| 1  | 8 червня 2019    | ISBN 978-4-04073-204-6 |
| 2  | 9 вересня 2019   | ISBN 978-4-04073-321-0 |
| 3  | 9 квітня 2020    | ISBN 978-4-04073-613-6 |
| 4  | 7 серпня 2020    | ISBN 978-4-04073-770-6 |
| 5  | 9 грудня 2020    | ISBN 978-4-04073-901-4 |
| 6  | 9 липня 2021     | ISBN 978-4-04074-171-0 |
| 7  | 8 січня 2022     | ISBN 978-4-04074-384-4 |
| 8  | 9 травня 2022    | ISBN 978-4-04074-528-2 |
| 9  | 7 жовтня 2022    | ISBN 978-4-04074-714-9 |
| 10 | 7 квітня 2023    | ISBN 978-4-04074-934-1 |
| 11 | 8 вересня 2023   | ISBN 978-4-04075-124-5 |
| 12 | 9 квітня 2024    | ISBN 978-4-04075-407-9 |
| 13 | 9 листопада 2024 | ISBN 978-4-04075-688-2 |

| № | Дата виходу   | ISBN                   |
| - | ------------- | ---------------------- |
| 1 | 7 квітня 2023 | ISBN 978-4-04074-935-8 |
| 2 | 9 квітня 2024 | ISBN 978-4-04075-406-2 |

| № | Дата виходу      | ISBN                   |
| - | ---------------- | ---------------------- |
| 1 | 9 квітня 2024    | ISBN 978-4-04075-408-6 |
| 2 | 9 листопада 2024 | ISBN 978-4-04075-692-9 |

### Аніме
Аніме-адаптація для телебачення була анонсована 25 листопада 2021 року. Виробництвом займається ENGI, режисерами виступають Кадзуя Міура та Сін'їчі Фукумото, сценарії пише Кента Іхара, дизайн персонажів розробляє Масахіко Судзукі, а музику компонують Кана Хасіґучі та Шо Аратаме. Серіал транслювався з 3 квітня по 19 червня 2022 року на AT-X, Tokyo MX, ytv і BS NTV. Опенінгом є «Silent Minority» Кашітаро Іто, а ендонінгом є «selfish» Ріко Азуни. Crunchyroll транслював серіал. 11 квітня 2022 року Crunchyroll оголосив, що серіал отримає англійський дубляж, прем'єра якого відбулася 17 квітня.
Другий сезон було оголошено 26 грудня 2022 року.

## Сприйняття
Станом на березень 2024 року серія налічувала понад 3 мільйони копій у обігу.